# Crocidura zarudnyi
Crocidura zarudnyi is een zoogdier uit de familie van de spitsmuizen (Soricidae). De wetenschappelijke naam van de soort werd voor het eerst geldig gepubliceerd door Ognev in 1928.

## Voorkomen
De soort komt voor in Afghanistan, Iran en Pakistan.